# Angelo Minieri
Angelo Lorenzo Minieri (Matera, 29 agosto 1947) è un politico italiano.

## Biografia
È stato consigliere regionale della Basilicata dal 1990 al 1998, prima nelle file del Partito Comunista Italiano e poi del Partito Democratico della Sinistra, ed è stato Presidente del Consiglio regionale della Basilicata dal dicembre 1997 al maggio 1998.
Dal 1998 al 2002 è sindaco di Matera, a guida della coalizione de L'Ulivo. 